# Persecució cristiana dels pagans sota Teodosi I
La mal anomenada persecució cristiana del paganisme sota Teodosi I fa referència al conjunt d'edictes que l'emperador Teodosi I va publicar juntament amb els seus companys Flavi Gracià i Valentinià II, i després amb els seus fills Flavi Honori i Arcadi, continuant amb els esforços iniciats ja en temps de la República Romana d'acabar amb certes pràctiques i rituals, considerats tant per cristians com per grecoromans (Porfiri i Filòstrat el Jove ja havien mostrat la seva repulsa als sacrificis i el repudi a les ciutats que eren conegudes per ser on es duien a terme), com salvatges i avorribles. Es troben recollits al Codex Theodosianus.
- 381 CTh.16.10.7 Imppp. gratianus, valentinianus et theodosius aaa. floro praefecto praetorio. si qui vetitis sacrificiis diurnis nocturnisque velut vesanus ac sacrilegus, incertorum consultorem se inmerserit fanumque sibi aut templum ad huiuscemodi sceleris executionem adsumendum crediderit vel putaverit adeundum, proscriptione se noverit subiugandum, cum nos iusta institutione moneamus castis deum precibus excolendum, non diris carminibus profanandum. dat. xii kal. ian. constantinopoli eucherio et syagrio conss. (381 dec. 21).

Aquell que prohibeix els sacrificis diaris i nocturns, com si fos un disgust i un sacrilegi, se submergís en el consell del desconegut, quedaria el mateix sotmès a la proscripció. Edicte publicat per Graciano, Valentiniano II i Teodosi I per al prefecte del pretori Floro amb la intenció de castigar aquell que fos injust amb els pagans i practiqués arts fosques.
- 382 CTh.16.10.8 Idem aaa. palladio duci osdroenae. aedem olim frequentiae dedicatam coetui et iam populo quoque communem, in qua simulacra feruntur posita artis pretio quam divinitate metienda iugiter patere publici consilii auctoritate decernimus neque huic rei obreptivum officere sinimus oraculum. ut conventu urbis et frequenti coetu videatur, experientia tua omni votorum celebritate servata auctoritate nostri ita patere templum permittat oraculi, ne illic prohibitorum usus sacrificiorum huius occasione aditus permissus esse credatur. dat. prid. kal. dec. constantinopoli antonio et syagrio conss. (382 nov. 30).

Decretem, per autoritat del consell públic, que la casa abans dedicada a la congregació, i ara també comuna al poble, sempre estarà oberta, i no permetrem que l'oracle manipuli aquest assumpte sigil·losament. Perquè la vostra experiència, havent observat tota la solemnitat dels vots, pugui per la nostra autoritat permetre que el temple s'obri de manera que l'oracle no cregui que en aquesta ocasió es permet l'accés a l'ús dels sacrificis prohibits.
- 385 CTh.16.10.9 Idem aaa. cynegio praefecto praetorio. ne quis mortalium ita faciendi sacrificii sumat audaciam, ut inspectione iecoris extorumque praesagio vanae spem promissionis accipiat vel, quod est deterius, futura sub execrabili consultatione cognoscat. acerbioris etenim inminebit supplicii cruciatus eis, qui contra vetitum praesentium vel futurarum rerum explorare temptaverint veritatem. dat. viii kal. iun. constantinopoli arcadio a. i et bautone v. c. conss. (385 mai. 25).

No fos cas que algun mortal s'atreveixi a fer així un sacrifici, perquè per inspecció del fetge i auguris externs rebi la vana esperança d'una promesa, o, el que és pitjor, conegui el futur sota una consulta execrable. Perquè aquells que han intentat explorar la veritat de les coses presents i futures seran amenaçats amb una tortura més amarga.
- 388 CTh.16.4.2 Idem aaa. tatiano praefecto praetorio. nulli egresso ad publicum vel disceptandi de religione vel tractandi vel consilii aliquid deferendi patescat occasio. et si quis posthac ausu gravi adque damnabili contra huiusmodi legem veniendum esse crediderit vel insistere motu pestiferae perseverationis audebit, competenti poena et digno supplicio coherceatur. dat. xvi kal. iul. stobis theodosio a. ii et cynegio conss. (388 iun. 16).

Que ningú surti en públic, ni discuteixi religió, ni negociï, ni transmeti cap pla. i si algú d'ara endavant creu que anirà contra aquesta llei per una empresa greu i reprensible, o s'atreveix a insistir en una moció de perseverança perniciosa, serà restringit per un càstig competent i una execució digna. Edicte local en una zona rebel.
- 389 CTh.9.16.11 Imppp. valentinianus, theodosius et arcadius aaa. albino praefecto urbi. quicumque maleficiorum labe pollutum audierit deprehenderit occupaverit, ilico ad publicum protrahat et iudiciorum oculis communis hostem salutis ostendat. quod si quisquam ex agitatoribus seu ex quolibet alio genere hominum contra hoc interdictum venire temptaverit aut clandestinis suppliciis etiam manifestum reum malificae artis suppresserit, ultimum supplicium non evadat geminae suspicionis obnoxius, quod aut publicum reum, ne facinoris socios pulicaret, severitati legum et debitae subtraxerit quaestioni aut proprium fortassis inimicum sub huius vindictae nomine consilio atrociore confecerit. dat. xvii kal. sept. romae timasio et promoto conss. (389 aug. 16).

Serà castigat com a còmplice aquell que vegi produir-se un mal art o pla i no ho denunciï. Per Valentiniano II i Teodosi I.
- 391 CTh.16.10.10 Idem aaa. ad albinum praefectum praetorio. nemo se hostiis polluat, nemo insontem victimam caedat, nemo delubra adeat, templa perlustret et mortali opere formata simulacra suspiciat, ne divinis adque humanis sanctionibus reus fiat. iudices quoque haec forma contineat, ut, si quis profano ritui deditus templum uspiam vel in itinere vel in urbe adoraturus intraverit, quindecim pondo auri ipse protinus inferre cogatur nec non officium eius parem summam simili maturitate dissolvat, si non et obstiterit iudici et confestim publica adtestatione rettulerit. consulares senas, officia eorum simili modo, correctores et praesides quaternas, apparitiones illorum similem normam aequali sorte dissolvant. dat. vi kal. mart. mediolano tatiano et symmacho conss. (391 febr. 24).

Serà castigat el qui sacrifiqui un innocent i el pecador que s'agenolli davant d'una imatge per expiar els seus pecats, no se li expiaran. A més, l'home que hagi fet una art fosca i es vulgui expiar en un temple, haurà de pagar 15 lliures d'or de manera immediata.
- 392 CTh.16.10.12 Imppp. theodosius, arcadius et honorius aaa. ad rufinum praefectum praetorio. nullus omnino ex quolibet genere ordine hominum dignitatum vel in potestate positus vel honore perfunctus, sive potens sorte nascendi seu humilis genere condicione ortuna in nullo penitus loco, in nulla urbe sensu carentibus simulacris vel insontem victimam caedat vel secretiore piaculo larem igne, mero genium, penates odore veneratus accendat lumina, imponat tura, serta suspendat. (392 nov. 8).

Ningú de cap mena, de cap rang, ni col·locat al poder, ni honrat, ni poderós per la sort del seu naixement, ni nascut en una casta inferior, enlloc llunyà, en cap ciutat, ha de matar una víctima innocent amb arma ritual i cremar casa seva. Per Teodosi I, Arcadi i Honori.